# コンパクトクランク
コンパクトクランクとは、径がコンパクト化されたチェーンホイールのことである。クランクとギアリングのセットで構成される。コンパクトドライブとも呼ぶ。

## 概要
これまで、クランクセットの歯数は小径化の一途を辿ってきた（下記）。
ロードバイクの場合
- 1950年代～60年代 : 50t-44t (PCD151)
- 1960年代後半～80年代 : 52t-42t (PCD144)
- 1970年代～1999年ごろ : 52t-42t (PCD130)
- 1991年ごろ～現在 : 52t-39t (PCD130)
- 2000年代～現在 : 50t-34t (PCD110) ※

ランドナー、MTBの場合
- 1970年代～80年代前半 : 48t-38t-28t (PCD110/74、ランドナー)
- 1970年代後半～80年代 : 48t-38t-26t (PCD110/74)
- 1980年代～90年代 : 46t-36t-26t (PCD110/74)
- 1990年代～現在 : 44t-32t-22t (PCD96/58) ※
- 2000年代～現在 : 42t-30t-20t (PCD96/58)

このうち、※の部分の変化が特に大きく、これを指してコンパクト化と呼ぶ。これらコンパクトドライブは日本国内でも1970年代に遡り、欧州では1950年代に既に26tのチェーンリングが存在するなど、製品としては以前からあったものだが、競技の世界では異端視され、それ以外の愛好家の間でも一般的ではなかった。
コンパクトドライブが脚光を浴びたのは、MTBにおいては90年代前半、ロードにおいては2000年代である。
ランス・アームストロングが軽いギア比で回転数を上げる走法によりツール・ド・フランスで華々しい活躍を見せるようになると、こうした走法の合理性が幅広く認識されると共に、52t-42tのような大きなギアが標準とされることが疑問視され始めた。こうした大きなギアを毎分90回転以上で回せるのは、プロの競技者かそれに近い身体能力を持つハイ・アマチュアだけで、他の多くの愛好家にとっては不要なだけでなく、ロードバイク愛好者の幅が広がり、従来山岳コースやヒルクライム競技に参加していた小柄な（概ね体重60キロ台中盤まで）人々だけではなく、80キロを超える人々もロードバイクに乗るようになったため、さらに従来のインナーギアの大きさが問題視されるようになった。
そこで登場したのが、インナーギアの歯数を34t前後と小さく設定し、アマチュアの脚力でも無理なく回せる軽いギア比を実現したロード用のコンパクトドライブであった。
現在ではコンパクトドライブの概念は広く受け入れられ、グランツールに参戦するような超一流の競技者でも山岳ステージではコンパクトドライブを使用することが珍しくない。またスギノテクノ、シマノ、カンパニョーロ、SRAMなど各社がこぞってインナー34tのクランクセットを発売している。

## 注
1. ↑  ジロ・デ・イタリア2008第16ステージ・レース後インタビュー